# Luis Arenas

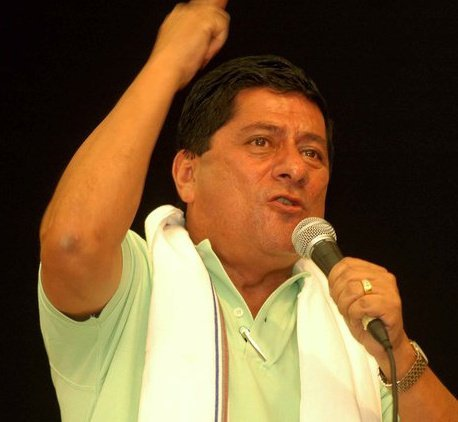
Luis Arenas

Luis Élmer Arenas Parra ist ein ehemaliger Senator Kolumbiens.
Von 1973 bis 1992 war Parra Mitglied der Policía Nacional de Colombia. Als Parra aus der Polizei ausgeschieden ist, wurde er bis 1998 Präsident des Club de Suboficiales de la Policía Nacional. Anschließend wurde er bei den Parlamentswahl in Kolumbien 1998 als Senator gewählt. Der Senator erreichte 2002 und 2006 die Wiederwahl.